# The Stone Pony

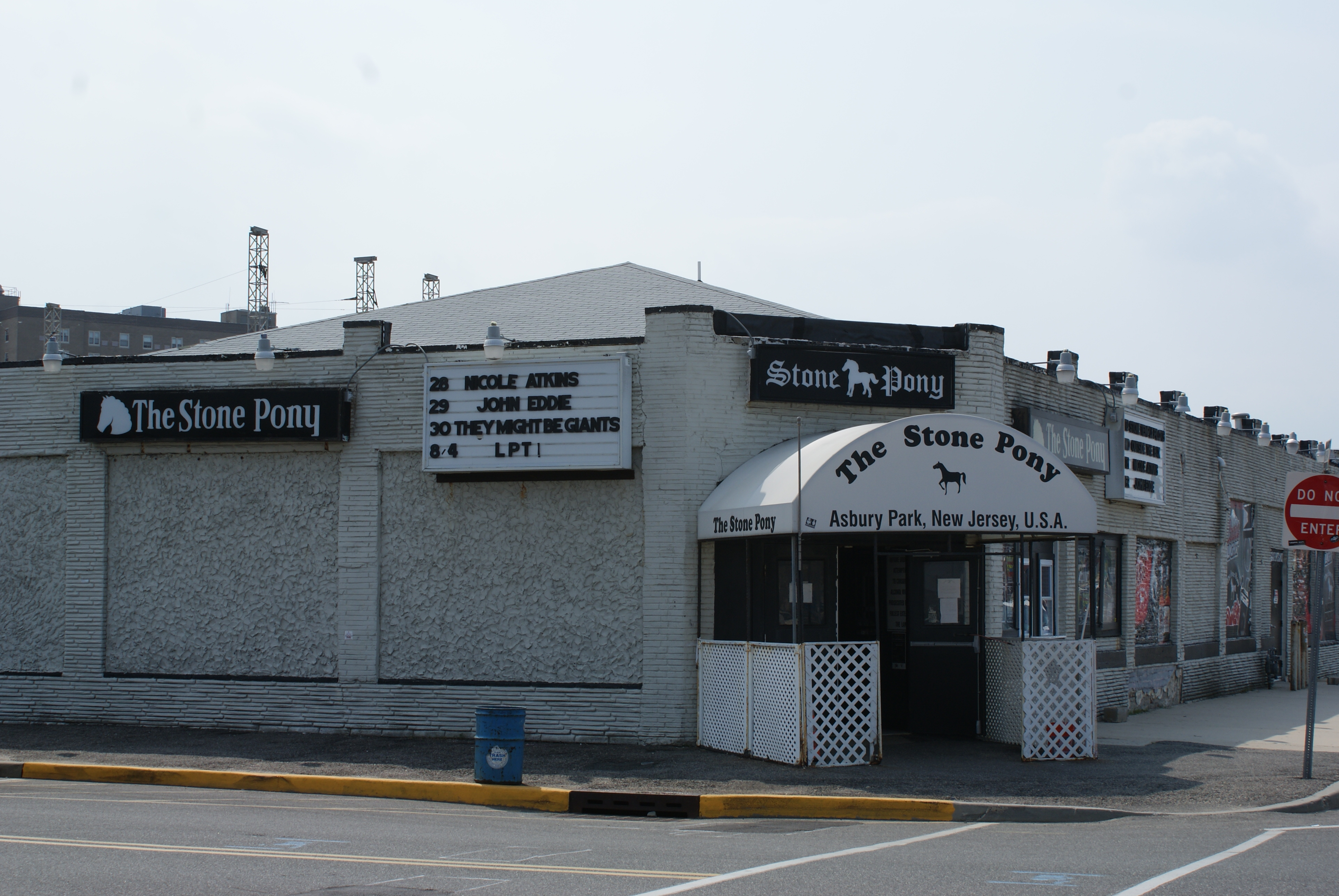
The Stone Pony (2011)

The Stone Pony è uno storico locale musicale di Asbury Park, nel New Jersey, che ha funto da trampolino di lancio per molti cantanti di successo.
In particolare vi si sono esibiti gli allora sconosciuti Bruce Springsteen, Patti Scialfa, Jon Bon Jovi e Steve Van Zandt.
Entrato di diritto nella storia del rock come uno dei locali storici della scena musicale statunitense, il locale ha conosciuto alti e bassi. Aperto nel 1974, ha chiuso i battenti intorno agli anni novanta, per poi essere ristrutturato e riaperto nel 2000. L'area di Asbury Park, un tempo meta balneare con un turismo che sosteneva gran parte dell'economia locale, entrò in crisi dagli anni ottanta: tutto il lungomare e i relativi locali ed attrazioni turistiche fecero fatica a contrastare questa recessione. Tutta la zona diventò molto trascurata e in alcuni tratti completamente abbandonata.
Grazie al turismo musicale e al pellegrinaggio di fan di Bruce Springsteen e di Jon Bon Jovi l'area ha lentamente recuperato parte del suo lustro grazie a ristrutturazioni, salvaguardia di alcuni locali ed attrazioni di rilievo (tra cui lo stesso Stone Pony).